# Wszechwład Maracewicz
Wszechwład Maracewicz (ur. 26 października 1907, zm. 18 sierpnia 1987) – polski wojskowy, morski oficer pokładowy niszczycieli, komandor podporucznik. Podczas II wojny światowej dowodził ORP „Piorun” i „Krakowiak”.

## Wykształcenie
Wszechwład Maracewicz urodził się 26 października 1907 roku w Rydze. Stamtąd wędrując wraz z rodzicami przez Irkuck, Odessę, Sankt Petersburg i Kijów dotarł do Polski w 1921.  Maturę zdał w Warszawie, a w 1931 ukończył Szkołę Podchorążych Marynarki Wojennej w Toruniu i otrzymał promocję oficerską. Był również absolwentem II Kursu Oficerów Sygnałowych (1935).

## Służba wojskowa
Po odbyciu kursu aplikacyjnego, jako podporucznik marynarki wyznaczony został oficerem wachtowym i p.o. zastępcy dowódcy na okręcie szkolnym, szkunerze ORP „Iskra”. Od 1935 służył w dowództwie dywizjonu kontrtorpedowców na stanowisku oficera sygnałowego, a od 1936 oficera flagowego dowódcy dywizjonu. W 1938 był oficerem sygnałowym stawiacza min ORP „Gryf” (w pierwszej załodze) i oficerem nawigacyjnym ORP „Iskra”, po czym powrócił na oficera flagowego dowódcy dywizjonu kontrtorpedowców.
30 sierpnia 1939, będąc zaokrętowanym przy dowódcy dywizjonu na niszczycielu ORP „Błyskawica”, brał udział w realizacji planu Peking – przejściu 3 niszczycieli do Wielkiej Brytanii. W 1940 roku został oficerem kursowym w Szkole Podchorążych Marynarki Wojennej na ORP „Gdynia”, potem oficerem sygnałowym na niszczycielu ORP „Piorun”. Od 1941 do 1942 jako oficer sygnałowy niszczyciela ORP „Burza” brał udział w konwojach do Islandii. Następnie był zastępcą dowódcy okrętu na niszczycielach OORP „Ślązak” i „Garland” podczas desantu pod Dieppe i patroli azorskich. W latach 1943–1944 dowodził niszczycielem eskortowym ORP „Krakowiak”, brał udział w osłonie desantu na Sycylii (operacja Husky), rajdzie na wody Dodekanezu (bitwa o Dodekanez) i lądowaniu w Normandii, podczas którego zatopił dwa niemieckie okręty patrolowe. Od 1944, po awansie na komandora podporucznika był kierownikiem Referatu Personalnego w Kierownictwie Marynarki Wojennej. W 1945 roku został I oficerem krążownika ORP „Conrad”, a potem dowódcą ORP „Piorun”.  Tym ostatnim uczestniczył w operacji Deadlight – topieniu poddanych U-Bootów. Jako ostatni dowódca okrętu w 1946 roku przekazał ORP „Piorun” Brytyjczykom.
Od czasów przedwojennych  współpracował z Oddziałem II Sztabu Generalnego. Zajmował się cenzurowaniem korespondencji. Po zakończeniu II wojny światowej i kilku nieudanych próbach przedarcia się żony i syna na Zachód, wyemigrował w 1948 roku do Argentyny. Pracował jako I oficer na statkach handlowych. Zmarł 18 sierpnia 1987 roku w Buenos Aires.
Awansowany kolejno na stopnie oficerskie:
- podporucznik marynarki – 1931
- porucznik marynarki – 1934
- kapitan marynarki – 1939
- komandor podporucznik – 1944.

## Odznaczenia
- Srebrny Krzyż Orderu Wojennego Virtuti Militari nr 10470[1]
- Krzyż Walecznych (dwukrotnie)
- Medal Morski (z trzema okuciami)
- brytyjski Distinguished Service Cross